# Emanuel Gregers
Emanuel Gregers (28 de diciembre de 1881 – 22 de marzo de 1957) fue un director, actor y guionista cinematográfico de nacionalidad danesa. Gregers dirigió más de 40 producciones a lo largo de una carrera que se extendió cuatro décadas desde la época del cine mudo hasta 1949. La crítica a menudo le acusaba de ser un director poco inspirado, aunque de confianza, a pesar de que muchas de sus alegres comedias obtuvieron una gran popularidad en Dinamarca. Sus películas más destacadas fueron comedias románticas protagonizadas por Bodil Ipsen y Marguerite Viby, con las que estuvo casado.

## Biografía

### Carrera
Nacido en Horsens, Denmark, a los 16 años de edad Gregers debutó en el teatro de verano de Horsens, actuando en teatros locales durante los siguientes diez años. Hacia 1909 se mudó a Copenhague, actuando en teatros de mayor relieve, entre ellos el Norrebros Teater y el Betty Nansen Teatret. Aunque ya en 1912 empezó a trabajar en el cine, Gregers se mantuvo a lo largo de toda su vida vinculado al teatro: fue propietario del Teatro Casino de Copenhague, siendo su director entre 1921 y 1931, y escenógrafo ya en los años 1940.
En 1912, Gregers debutó en la pantalla actuando junto a Olaf Fønss en la película muda Bryggerens datter, escrita por Carl Theodor Dreyer. Al año siguiente empezó a trabajar para el estudio Filmfabriken, volviendo a actuar en otra historia de Dreyer Krigskorrespondenter, convirtiéndose en la nueva estrella de la productora. Sin embargo, en 1914 Gregers empezó a interesarse por la dirección. Tras realizar un par de pequeñas cintas, pasó a Nordisk Film, donde se dedicó a tiempo completo a la dirección y escritura de guiones. A principios de los años 1920, Gregers dirigió una serie de películas con la que entonces era su esposa, Bodil Ipsen. Entre las más destacadas figuran el melodrama criminal Lavinen, en el cual Gregers empleó una elaborada estructura en flashback para relatar cómo el pasado del protagonista le convierte en un asesino. En esa época trabajó con Nordisk Film en la adaptación al cine de destacadas obras literarias. En 1920, Gregers filmó Den flyvende Hollænder, basada en la novela de 1839 The Phantom Ship, y en 1922 Den sidste af Slægten, basada en una novela del escritor Edvard Nielsen-Stevns. En la última cinta Gregers tuvo problemas con la censura danesa, que suprimió el final.
De toda su producción, quizás las películas más notables fueron sus comedias costumbristas: la comedia romántica de 1937 Mille, Marie of mig, en la cual actuaba la que entonces era su esposa, Marguerite Viby, la más popular actriz danesa de los años 1930; Bolettes brudeafærd (1938), con su anterior esposa, Bodil Ipsen; Sørensen og Rasmussen, protagonizada por dos de sus anteriores esposas, Viby y Ipsen; y el musical de 1941 Alle gaar rundt og forelsker sig, en la que tenía un pequeño papel la siguiente esposa de Gregers, Ruth Saabye.
Gregers dirigió su última película en el año 1949.

### Vida personal
Gregers se casó cinco veces, siendo todas sus esposa actrices con la cuales trabajó. Se casó por vez primera en 1907 con Ella Olsen. Su segundo matrimonio tuvo lugar en 1919 con Bodil Ipsen, durando hasta 1923. Tras divorciarse de Ipsen, inmediatamente se casó con Kiss Gregers (nacida Karen Oda Andersen). Su cuarta esposa fue la actriz cómica Marguerite Viby (que también se casó cinco veces). Permanecieron unidos desde 1932 a 1938. Su última mujer fue Ruth Egede Saabye, que hizo pequeños papeles en películas de Gregers rodadas a principios de los años 1940.
Emanuel Gregers falleció el 22 de marzo de 1957 en Copenhague, Dinamarca, a los 75 años de edad. Fue enterrado en el Cementerio Assistens de dicha ciudad.

## Filmografía (selección)

### Director
- 1949 : Lejlighed til leje
- 1949 : Den stjaalne minister
- 1945 : Man elsker kun en gang
- 1944 : Det bødes der for
- 1944 : Biskoppen
- 1943 : Alt for karrieren
- 1942 : Lyckan kommer
- 1942 : Forellen
- 1941 : Thummelumsen
- 1941 : En søndag på Amager
- 1941 : Alle gaar rundt og forelsker sig
- 1941 : En mand af betydning
- 1941 : Thorvald Stauning
- 1940 : Sørensen og Rasmussen
- 1940 : En pige med pep
- 1939 : Komtessen paa Steenholt
- 1939 : Sketch til Apolloteatret
- 1938 : Bolettes brudefærd
- 1938 : Milly, Maria och jag
- 1937 : Cocktail
- 1937 : Mille, Marie og mig
- 1935 : Min kone er husar
- 1934 : Skaf en sensation
- 1933 : Saa til søs
- 1925 : Stamherren
- 1925 : Solskinsdalen
- 1923 : Madsalune
- 1922 : Frie fugle
- 1922 : Den sidste af slægten
- 1920 : Lavinen
- 1920 : Den flyvende Hollænder I-IV
- 1919 : Krigsmillionæren
- 1919 : Lykkens blændværk
- 1918 : Zigeunerprinsessen
- 1917 : Brændte vinger
- 1914 : Hvem er hun?

### Actor
- 1942 : Forellen
- 1941 : Søndag på Amager, En
- 1932 : Odds 777
- 1918 : Zigeunerprinsessen
- 1914 : Hvem er hun?
- 1914 : Pigen fra Hidalgo Fyret
- 1914 : Guldhornene
- 1913 : Krigskorrespondenter
- 1912 : Bryggerens datter

### Guionista
- 1937 : Cocktail
- 1925 : Solskinsdalen
- 1922 : Frie fugle
- 1920 : Lavinen
- 1920 : Flyvende Hollænder I-IV, Den
- 1919 : Lykkens blændværk
- 1918 : Zigeunerprinsessen
- 1917 : Brændte vinger
- 1914 : Hvem er hun?